# Bâtiment de la présidence de la Bosnie-Herzégovine
Le bâtiment de la présidence de la Bosnie-Herzégovine est situé en Bosnie-Herzégovine, sur le territoire de la ville de Sarajevo. Construit entre 1884 et 1886 selon des plans de l'architecte Josip Vancaš, il est inscrit sur la liste des monuments nationaux de Bosnie-Herzégovine.

## Localisation
Le bâtiment se situe à Sarajevo, capitale de la Bosnie-Herzégovine. 

## Architecture

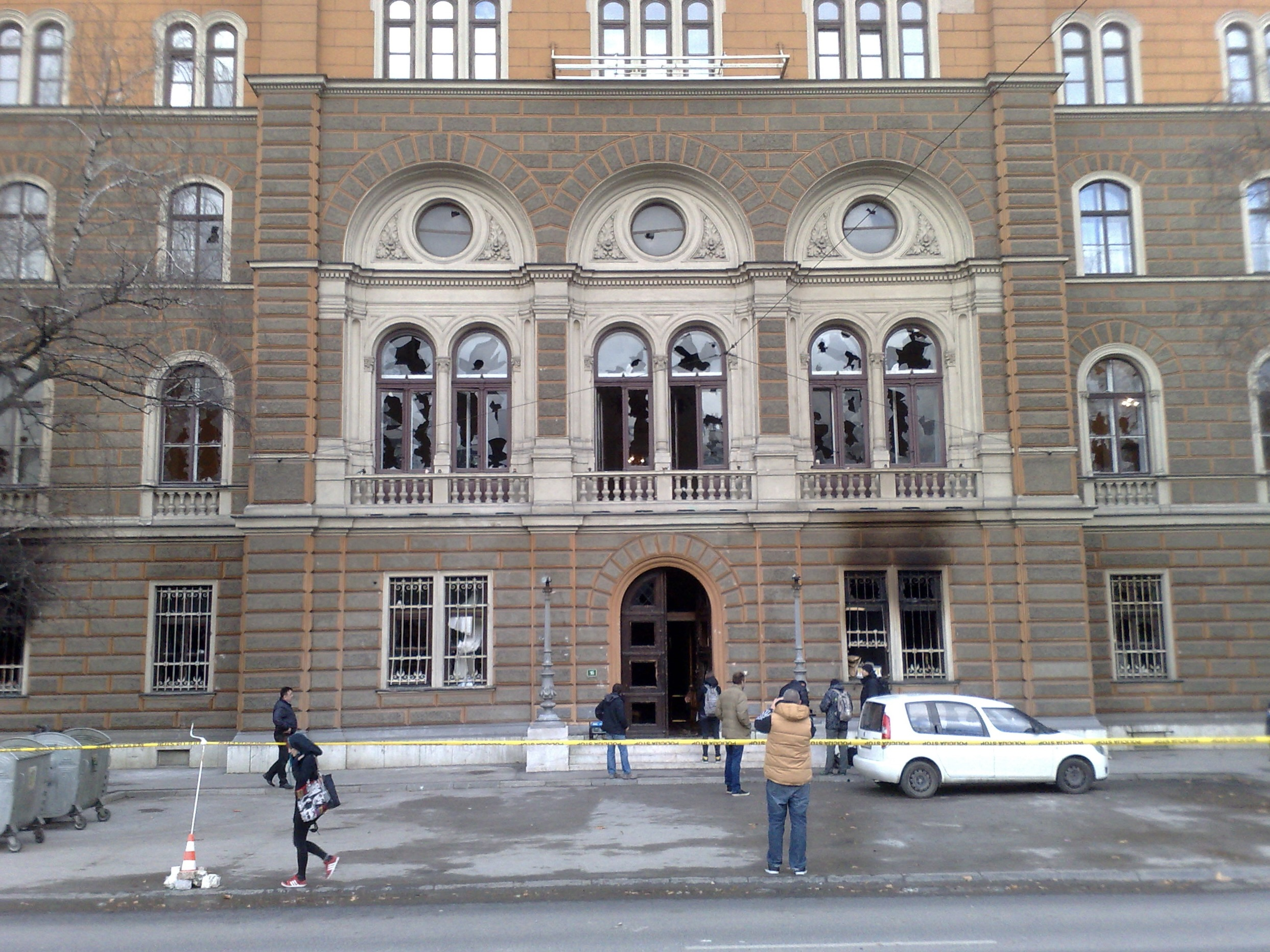
Autre vue du bâtiment, après les manifestations sociales de février 2014.